# Datorspelsförlag
Ett datorspelsförlag, ibland datorspelsutgivare, är ett förlag som ger ut datorspel som antingen har utvecklats internt eller av en datorspelsutvecklare. Förlaget ansvara som samma sätt som DVD-filmutgivare för varans tillverkning och marknadsföring, vilket innefattar bland annat marknadsundersökningar och alla reklamsynpunkter.
Datorspelsförlag finansierar ofta spelutvecklingen — ibland genom att betala en spelutvecklare och ibland genom att betala intern personal som kallas en studio. De stora datorspelsförlagen fördelar även de spel de förlägger, medan vissa mindre förlag istället anlitar fördelningsföretag eller större spelutgivare till att fördela spelen de ger ut. Förlaget beslutar vanligtvis om och betalar för de licenser som spelet kan komma att nyttja; den lokalisering; layout, tryckning, och möjligen spelhandboken; och skapande av grafiska formgivningsinslag såsom lådans utformning.
Stora förlag försöker också stundom att effektivisera utvecklingen i alla interna och externa grupper genom att tillhandahålla tjänster som ljuddesign och kodpaket för gemensamma behov.
Eftersom förlaget ofta finansierar utveckling, försöker det oftast att hantera utvecklingsrisken med en stab tillverkare eller projektledare för att övervaka utvecklarens framsteg, granska pågående utveckling, och hjälpa till vid behov. De flesta datorspel som skapats av en extern datorspelsutvecklare betalas i när utvecklaren når vissa milstolpar.